# Pandora (roman)
Pour les articles homonymes, voir Pandora.
Pandora (titre original : Pandora) est un roman d'Anne Rice publié en 1998 qui appartient à la série romanesque des Nouveaux Contes des vampires. Il raconte l'histoire de la vampire Pandora, personnage qui traverse les Chroniques des vampires.

## Résumé
Pandora est née sous le nom de Lydia dans la famille d'un sénateur en république romaine quelques années avant la naissance du Christ. Elle est grande avec de longs cheveux bruns ondulés et des yeux marron doré. Elle rencontre Marius pour la première fois lorsqu'elle a dix ans et lui vingt-cinq, et en tombe amoureuse. Marius ressent la même chose et demande la main de Pandora à son père. Malheureusement, ce dernier refuse et les deux amants sont séparés durant des années.
Quelque temps plus tard, un nouvel empereur prend le pouvoir et le frère de Pandora trahit sa propre famille, qui se fait alors exterminer. Seuls Pandora et son traître de frère survivent au massacre. Elle décide dès lors de partir pour Antioche (c'est à ce moment qu'elle prend le nom de Pandora) grâce à l'aide d'un proche de son père. Tous deux rencontrent Marius une nouvelle fois, soit quinze ans après leur première rencontre. Elle ne le sait pas encore, mais Marius est devenu un vampire.
Elle découvre facilement ce que Marius est devenu et aussi qu'il protège et cache « Ceux Qu'il Faut Garder ». Elle le retrouve et garde le couple royal avec Marius jusqu'à ce qu'un vampire, Akabar, essaie de voler le sang et donc la puissance de la reine malgré leur avertissement. Pour provoquer Marius, Akabar prend le sang de Pandora jusqu'au seuil de la mort. Pour la sauver, Marius est forcé de la transformer en vampire. Le couple restera ensemble pendant deux cents ans avant de se quereller puis finalement se séparer. Durant cette période elle fit de son serviteur Flavius un vampire contre l'avis de son compagnon. Marius prendra plus tard l'entière responsabilité de cette séparation (c'est lui qui l'a quittée alors qu'elle a attendu son retour au moins six mois) : il se considérait comme un professeur qui se devait d'enseigner son expérience à autrui mais Pandora qui était déjà éduquée et très libre d'esprit de son vivant fut vite lassée de ses leçons. Après cette séparation, il ne se revirent plus pendant plus de mille ans.